# Кароліна (Лодзинське воєводство)
Кароліна (пол. Karolina) — село в Польщі, у гміні Ґощанув Серадзького повіту Лодзинського воєводства.
Населення — 162 особи (2011).
У 1975-1998 роках село належало до Серадзького воєводства.

## Демографія
Демографічна структура станом на 31 березня 2011 року:
|          | Загалом | Допрацездатний вік | Працездатний вік | Постпрацездатний вік |
| -------- | ------- | ------------------ | ---------------- | -------------------- |
| Чоловіки | 84      | 21                 | 56               | 7                    |
| Жінки    | 78      | 13                 | 43               | 22                   |
| Разом    | 162     | 34                 | 99               | 29                   |